# Arthur Harden
Arthur Harden (Manchester, 12 de outubro de 1865 — Bourne End, Buckinghamshire, 17 de junho de 1940) foi um bioquímico inglês.

## Vida
Foi educado numa escola privada e no Tettenhall College, Staffordshire. Entrou no Owens College da Universidade de Manchester em 1882, e se graduou em 1885. Em 1886 ganhou a bolsa de estudos Dalton de química e passou um ano trabalhando com Otto Fischer em Erlangen. Voltou a Manchester como professor e demonstrador, e permaneceu até 1897, quando foi nomeado químico do recente fundado Instituto Britânico de Medicina Preventiva, que mais tarde passaria a ser chamado Instituto Lister. Em 1907 foi nomeado diretor do departamento de bioquímica, posto que manteve até a sua aposentadoria em 1930, continuando suas pesquisas no Instituto.
Suas pesquisas mais importantes se referem aos processos químicos que ocorrem na fermentação dos carboidratos pelas células de leveduras. Descobriu um procedimento para acelerar a fermentação adicionando ao meio fosfatos inorgânicos.
Recebeu o Nobel de Química de 1929, compartilhado com Hans von Euler-Chelpin, devido às "suas investigações sobre a fermentação do açúcar e enzimas da fermentação."
Em 1935 recebeu a medalha Davy da "Royal Society". Em 1936 foi nomeado cavaleiro ("sir") e recebeu numerosos títulos de doutor "Honoris Causa".
Entre 1913 e 1937 foi codiretor do "Biochemical Journal". Entre seus livros destaca-se "Alcoholic Fermentation" ("Fermentação Alcoólica"), editado em 1911.